# وینتروپ موری کرین
وینتروپ موری کرین (به انگلیسی: Winthrop Murray Crane) سناتور سابق عضو حزب جمهوری‌خواه ایالات متحده آمریکا بود. وی در سال ۱۹۰۴ تا ۱۹۱۳ میلادی سناتور ایالت ماساچوست در سنای ایالات متحده آمریکا بود.